# Helsingin Palloseura
L'Helsingin Palloseura (HPS) és un club de futbol i d'hoquei sobre gel finlandès de la ciutat de Hèlsinki.

## Història
El club va ser fundat l'any 1917. L'equip de futbol de l'HPS fou un dels clubs més potents del futbol finlandès als anys 20 i 30, en els quals guanyà vuit campionats nacionals. També guanyà un nou campionat l'any 1957, arribant a disputar la Copa d'Europa de futbol 1958-59 contra l'Stade de Reims.

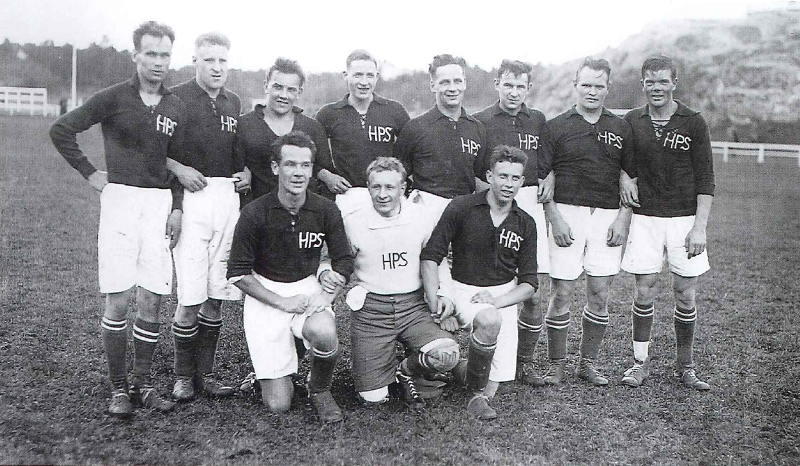
Equip de l'HPS campió de lliga el 1927.

## Palmarès
- Lliga finlandesa de futbol (9):
  - 1921, 1922, 1926, 1927, 1929, 1932, 1934, 1935, 1957

- Copa finlandesa de futbol (1):
  - 1962

## Secció d'hoquei gel
L'equip de l'HPS d'hoquei gel jugà a la lliga del país (SM-sarja) durant cinc temporades 1928, 1929, 1932, 1933 i 1934.